# Артур Екерт
Артур Екерт  (англ. Artur Konrad Ekert; нар. 19 вересня 1961, Вроцлав, Польща) — польський фізик. Займається дослідженнями у галузі квантових обчислень і квантової фізики. Є директором Квантового центру Сингапуру.

## Біографія
Народився у 1961 році у Вроцлаві (Польща). 1987 року закінчив Ягеллонський університет у Кракові, а у 1991 році захистив докторську дисертацію в Оксфордському університеті. У своїй дисертації він показав, як квантова заплутаність і нелокальність може бути використана для поширення криптографічних ключів.
В 1991 році обраний молодшим науковим співробітником, а у 1994 році науковим співробітником коледжу Мертона в Оксфорді. У той час він створив першу дослідну групу з квантової криптографії і обчислень, розташовану у лабораторії Кларендона. Згодом вона перетворилася на центр для квантових обчислень і на кінець 2010-х належить до Кембридзького університету.
В 1998 році був призначений професором фізики в Оксфордському університеті. З 2002 до початку 2007 року — професор квантової фізики на кафедрі прикладної математики та теоретичної фізики Кембридзького університету.

## Нагороди та визнання
- 1995: премія Максвелла[en]
- 2004: Міжнародна премія Рене Декарта
- 2007: Медаль Г'юза
- 2016: International Quantum Communication Award[de]
- 2016: член Лондонського королівського товариства[7]
- 2016: член Європейської Академії
- 2019: Clarivate Citation Laureates